# Gli anni delle immagini perdute
Gli anni delle immagini perdute è un documentario del 2012 scritto e diretto da Adolfo Conti, tratto dall'omonima autobiografia di Valerio Zurlini, che « ricostruisce il mondo del regista attraverso i suoi occhi, la sua voce e le sue riflessioni [...]. Un esempio di testamento spirituale, dove Zurlini confessa se stesso. »

## Il libro
Il volume uscì postumo, nel primo anniversario della morte di Zurlini, con sottotitolo Pagine di un diario veneziano e prefazione di Vasco Pratolini: fu scritto nella città lagunare durante l'autunno-inverno 1981-1982, quando l'autore era affetto da una grave malattia che lo stroncò nell'ottobre 1982, poche settimane dopo esser stato nella Giuria della 50a Mostra del cinema di Venezia. 
Nelle ultime edizioni la titolazione originale è stata invertita, diventando Pagine di un diario veneziano - Gli anni delle immagini perdute.

## Trama
Il documentario racconta la storia di Zurlini attraverso i brani del libro – voce narrante Giovanni Crippa – e attraverso le interviste ad attori e cineasti che lavorarono con lui, come Giorgio Albertazzi, Nicola Badalucco, Furio Bordon, Claudia Cardinale, Vittorio Caronia, Enrico Medioli, Jacques Perrin e  Marco Weiss.
Viene così delineato il ritratto umano e artistico del regista emiliano, con particolare riferimento ai film che non riuscì a fare – le “immagini perdute” del titolo – dei quali la prima edizione dell'autobiografia pubblicava le sceneggiature: La zattera della Medusa, Verso Damasco e Il sole nero.  
Fra quanti hanno collaborato con Adolfo Conti per ricostruire la figura di Zurlini anche Giulio Questi, Carlo Lizzani, Giuliano Montaldo.

## Produzione
Gli anni delle immagini perdute è stato prodotto dalla DocArt di Roma, in collaborazione con RAI Cinema, RAI Teche, Titanus, Istituto Luce Cinecittà, in associazione con Francesco e Maria Zurlini e Regione Emilia-Romagna.
Produttore è Amalia Carandini, produttore esecutivo Ilaria Sbarigia, fotografia e montaggio sono curati da Eugenio Persico, le musiche originali scritte da Pasquale Catalano.
Girato nei luoghi dove il regista visse e operò, come Venezia, Rimini, Riccione, Parma, Milano e Roma, propone anche spezzoni delle sue pellicole più famose, da Cronaca familiare a Il deserto dei Tartari, da Un'estate violenta a La prima notte di quiete e La donna con la valigia, oltre a foto, filmati e interviste con lo stesso Zurlini.

## Distribuzione
Presentato alla Biennale Cinema nel 2012, sezione “Venezia Classici”, è stato poi trasmesso più volte dalla tv pubblica (febbraio 2013 su RAI 1, settembre 2019 su RAI Cultura, agosto 2021 e aprile 2022 su RAI 3), che l'ha reso disponibile su RaiPlay.